# Mens erger je niet!

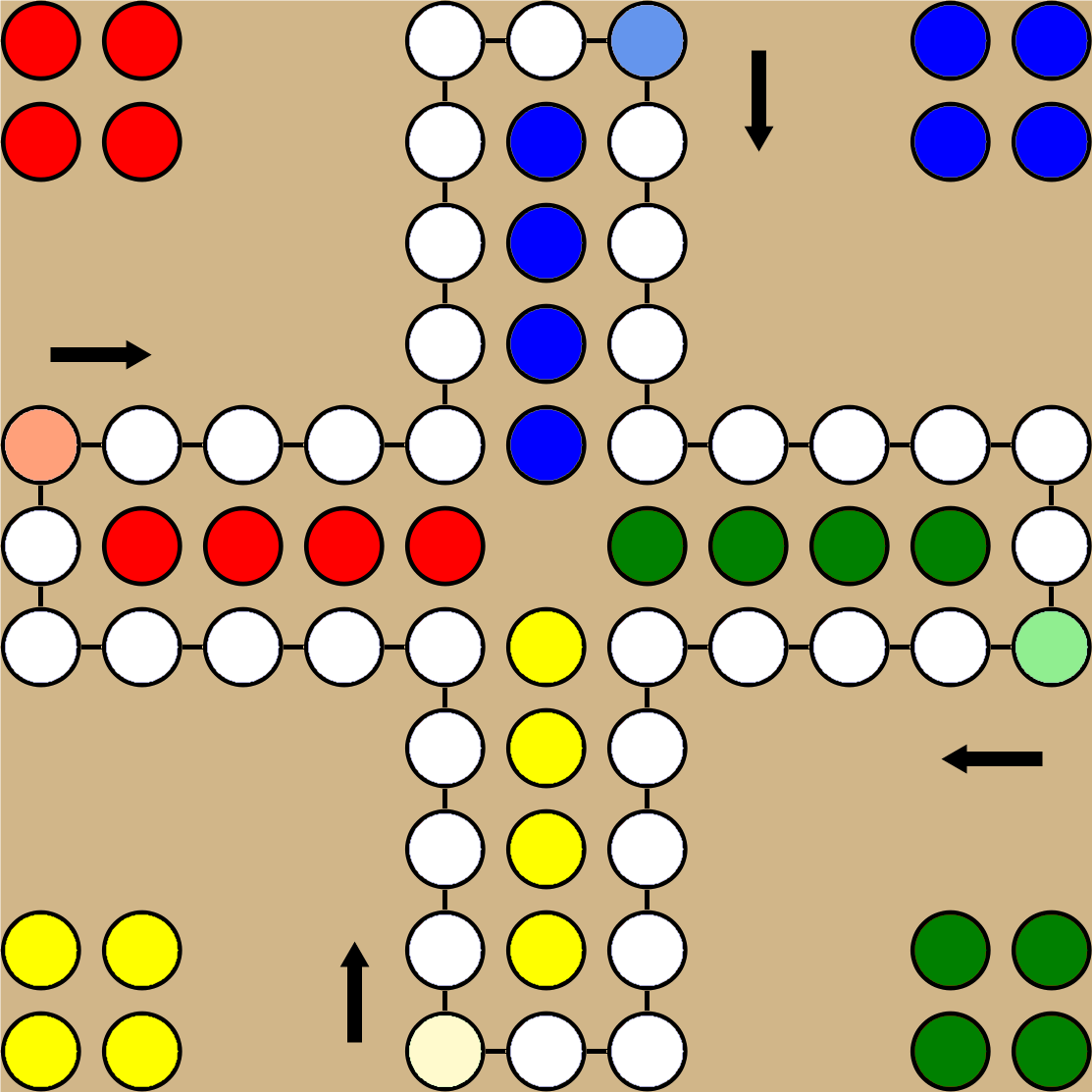
Speelbord

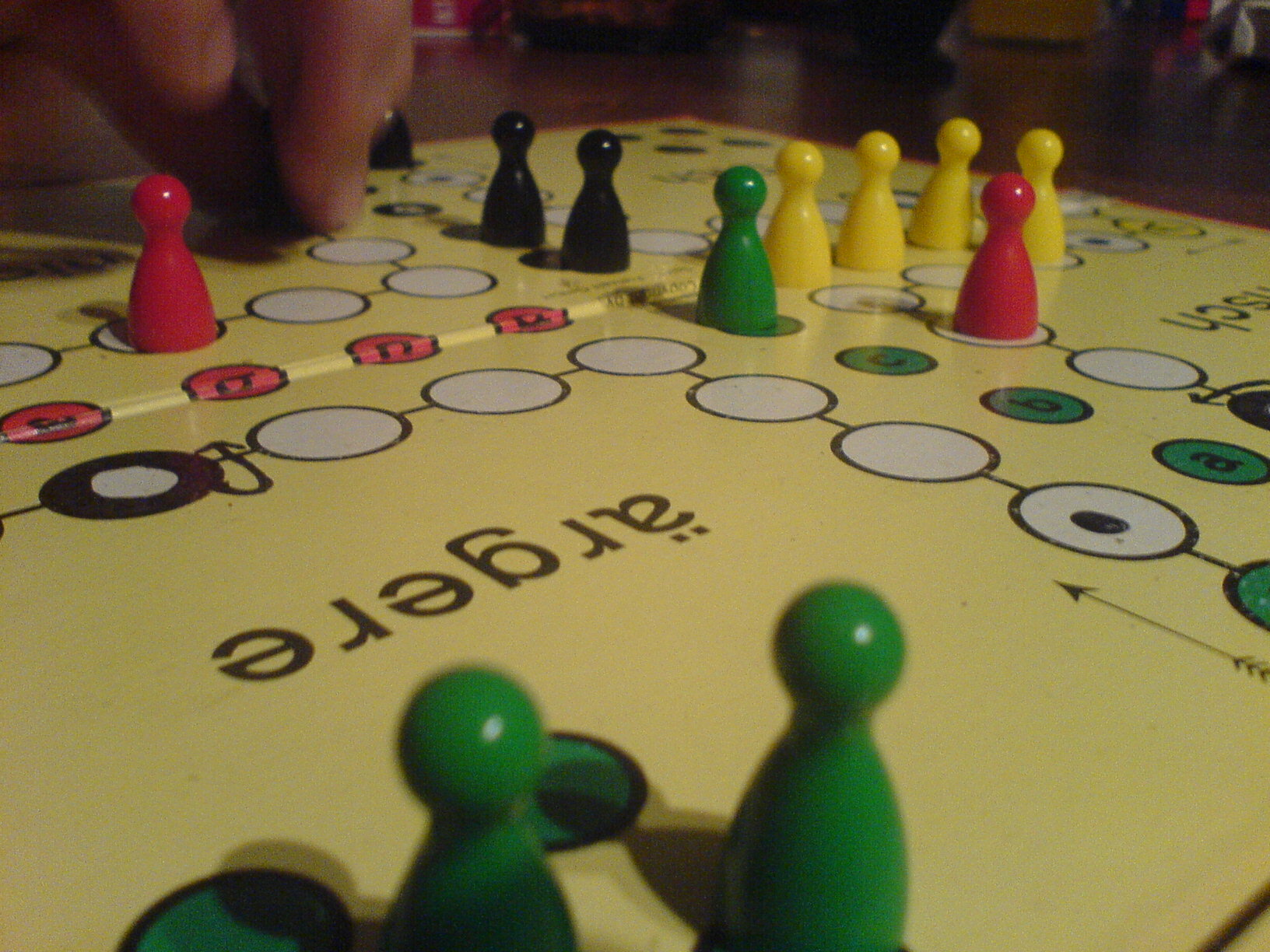
Close-up

Mens erger je niet! is een bordspel voor twee tot zes spelers.
De oorsprong van het spel ligt in India. Een vereenvoudigde versie van het traditionele Indiase spel Pachisi werd in 1896 onder de naam Ludo in Groot-Brittannië uitgebracht. Mens erger je niet! (Mensch ärgere Dich nicht) werd bedacht door de Duitser  Joseph Friedrich Schmidt en verscheen in 1914 voor het eerst. In Nederland werd Mens erger je niet! in 1934 door Jumbo op de markt gebracht. In Vlaanderen wordt ook wel de benaming Paardjesspel gebruikt. Speelgoedproducent sio bracht een kindervariant uit onder de naam Huisje, Boompje, Beestje. Een andere versie van het spel werd in 2003 uitgebracht door spellenfabrikant Goliath.

## Aantal spelers
De voorkant van het bord is geschikt voor 2 of 4 spelers, de achterkant voor 2, 3, of 6. Het is namelijk gewenst dat de spelers gelijkmatig langs het bord verdeeld zijn. Speelt men op de achterkant met vijf spelers, dan wordt een van de spelers niet direct door een andere speler achtervolgd, waardoor die een voordeel heeft.

## Spelregels
Bij dit spel heeft iedere speler vier pionnen die een ronde over het bord moeten maken om veilig op een van de eindcirkels te geraken. Eenmaal daar kan een pion niet meer worden verzet. Als dat met alle pionnen is gelukt, heeft men het spel gewonnen.
Elke speler heeft pionnen van een eigen kleur, een eigen beginpunt, en eigen eindcirkels waar andere pionnen niet mogen komen. De spelers gooien om beurten met een dobbelsteen en moeten een van hun pionnen met de klok mee het aantal cirkels verplaatsen dat de worp aangeeft. Als men een pion heeft aangeraakt is de keuze definitief en moet deze pion verplaatst worden. Wanneer een pion op een cirkel komt waar al een andere pion staat, dan wordt deze afgegooid (geslagen). Een afgegooide pion moet weer opnieuw in het spel worden gebracht en van voren af aan zijn ronde maken.
Als men het rijtje met de vier eindcirkels van de eigen kleur bereikt, mag men doortellend afhankelijk van het aantal gegooide ogen dit rijtje binnengaan. Het is niet verplicht om eerst 1 te gooien om het rijtje eindcirkels binnen te mogen lopen. Men zet het aantal stappen dat met de dobbelsteen is gegooid; als het eindpunt van de rij eindcirkels wordt bereikt, dan kan de pion niet verder worden verplaatst.
Als men op de eindcirkels een eigen pion slaat, dan moet deze terug naar de thuisbasis.

### Zes
Wanneer een zes wordt gegooid mag de speler, indien voorradig, een nieuwe pion in het spel brengen. Daarna gooit hij nogmaals, en daarbij is hij verplicht met de zojuist net in het spel gekomen pion te spelen, met het risico een andere eigen pion af te gooien. Een speler moet ook zes gooien om te kunnen beginnen met zetten, aangezien pas dan een pion op het bord mag worden geplaatst. Hierdoor kan het gebeuren dat de speler een aantal beurten niet kan zetten. Dit kan ook gebeuren als al zijn pionnen zijn afgegooid en hij helemaal opnieuw moet beginnen.
Wordt er een zes gegooid terwijl er geen nieuwe pionnen voorradig zijn, dan kan met een willekeurige pion gespeeld worden. Ook dan krijgt de speler een extra beurt en wordt er met een willekeurige pion gespeeld.

## Strategie en tactiek
Hoewel Mens erger je niet! voornamelijk een geluksspel is, bestaan er wel een aantal strategische en tactische elementen. Deze komen voor zodra een speler twee of meer pionnen in het spel heeft en dus kan kiezen met welke pion hij speelt. Zo kan een speler proberen om:
- de eigen pionnen zo veel mogelijk buiten bereik van vijandelijke pionnen te houden om te voorkomen dat ze afgegooid worden;
- een nog niet zo ver gevorderde pion te laten staan om een vergevorderde pion van een tegenstander op te wachten;
- een vijandelijke pion te achtervolgen;
- geen pion op het startveld van een andere speler te zetten, maar juist een pion achter het startveld van die andere speler te houden.

In de laatste fase van het spel beschikt een speler die achterstaat (dus meer pionnen in het veld heeft) doorgaans over meer keuzemogelijkheden dan een speler die voorstaat. Zijn er meer dan twee spelers, dan kunnen die bovendien tijdelijk samenwerken (elkaar zo mogelijk niet afgooien).

## Aangepaste spelregels
Velen spelen dit spel met aangepaste regels. Een bekende variant is dat men niet hoeft te wachten op een zes, als men helemaal geen pion meer in het spel heeft. Soms staat men toe dat een pion ook achteruit mag slaan, of dat er binnen de eindcirkels gemanoeuvreerd wordt. Soms is er ook een blokkeerregel; als twee pionnen van dezelfde kleur op hetzelfde vakje terechtkomen, kunnen er geen andere pionnen langs, totdat een pion van een andere kleur op hetzelfde vakje als de "blokkeerder" komt.
Het oud-Hollandse spel Keezen is een combinatie van Mens erger je niet! en pesten.

## Trivia
In het boek De aanslag van Harry Mulisch uit 1982 speelt hoofdpersoon Anton Steenwijk met zijn familie een potje "Mens erger je niet!" op het moment dat voor de deur van zijn buren Fake Ploeg wordt doodgeschoten. 